# Рубен Блейдс
Рубен Блейдс Беллідо де Луна (ісп. Rubén Blades Bellido de Luna; нар. 16 липня 1948, місто Панама, Панама), професійно відомий як Рубен Блейдс (ісп. Rubén Blades, МФА: [ruˈβem ˈblaðes], але МФА: [— ˈbleðs] у Панамі та в родині), — панамський музикант, співак, композитор, актор, активіст і політик.
Виступає найчастіше в жанрах сальси та латино-джазу (джаз із латиноамериканськими ритмами). Як автор пісень, Блейдс привніс у свою музику ліричну витонченість центральноамериканського нуева-кансьйону та кубинського нуева-трова, а також експериментальний темп і політично натхненну сальсу Son Cubano, створивши «танцювальну музику (сальса) для мислячих людей». Написав десятки хітів, зокрема «Pedro Navaja» та «El Cantante» (яка стала фірмовою піснею Ектора Лаво). Нагороджений 12 американськими преміями «Греммі» (усього 20 номінацій) та 11 латиноамериканськими преміями «Греммі».
Акторська кар'єра почалася в 1983 році й продовжується досі, іноді з кількарічними перервами, коли Блейдс зосереджується на інших проєктах. Має помітні ролі в таких фільмах, як «Несумісні мрії» (1985), «Війна на бобовому полі Мілагро» (1988), «Доглядач» (1991), «Хижак 2» (1990), «Колір ночі» (1994), «Код доступу „Кейптаун“» (2012), «Радник» (2013) і «Кам'яні руки» (2016), а також три номінації на телевізійну премію «Еммі» за ролі в «Історії Джозефіни Бейкер» (1991), «Божевільні від серця» (1992) і «Диво Мальдонадо» (2003). Також зіграв Даніеля Салазара, головного героя серіалу «Бійтеся ходячих мерців» (2015–2017; 2019–2023).
У 1994 році Блейдс зумів зібрати 17 % голосів у спробі перемогти на посту президента Панами. У вересні 2004 року президент Панами Мартін Торріхос призначив його на п'ятирічний термін міністром туризму країни.
У США в 1970 році дебютував з оркестром Піта Родрігеса із музикою зі свого альбому «De Panamá a New York». Серед найуспішніших альбомів — «Rubén Blades y Son del Solar… Live!», «Amor y Control», «Caminando», «SALSWING!», «Son de Panamá», «Tangos», «Canciones del Solar de los Aburridos», «Buscando América», «El Que la Hace la Paga», «Escenas», «Salsa Big Band», «Metiendo Mano!» та знаменитий альбом «Siembra», випущений у 1978 році. Крім того, Рубен Блейдс співпрацював з різними виконавцями: Ашер, Елвіс Костелло, Майкл Джексон, Луїс Міґель, Хуліо Іглесіас, Рікі Мартін, Хуан Габріель, Лаура Паузіні, Шакіра, Талія. Брав участь у кількох постановках різних латиноамериканських виконавців, таких як «Almost Like Praying», «Color Esperanza 2020», «Hoy Es Domingo» тощо; переклав на іспанську трек «I Just Can't Stop Loving You» у версії під назвою «Todo Mi Amor eres Tu», яка увійшла до ювілейного альбому Майкла Джексона «Bad 25».